# Acloridria
A acloridria é uma condição médica caracterizada pela ausência ou diminuição significativa da produção de ácido clorídrico no estômago. O ácido clorídrico desempenha um papel crucial na digestão, ajudando a quebrar os alimentos e facilitando a absorção de nutrientes.

## Causas
Existem várias causas potenciais para a acloridria, incluindo:
Gastrite atrófica: Uma inflamação crônica do revestimento do estômago pode levar à perda progressiva das células produtoras de ácido.
Doença de Addison: Esta condição afeta as glândulas suprarrenais, que podem não produzir quantidades adequadas de hormônios necessários para estimular a produção de ácido clorídrico.
Infecção por Helicobacter pylori: Esta bactéria pode causar inflamação do revestimento do estômago, levando à diminuição da produção de ácido clorídrico.
Uso prolongado de medicamentos: Alguns medicamentos, como inibidores da bomba de prótons e antagonistas do receptor H2, podem reduzir a produção de ácido clorídrico.

## Sintomas
Os sintomas da acloridria podem variar, mas podem incluir:
Indigestão
Sensação de plenitude após comer
Náusea
Azia
Má absorção de nutrientes, resultando em deficiências nutricionais
Diagnóstico
O diagnóstico de acloridria geralmente envolve uma combinação de histórico médico, exame físico e testes laboratoriais. Os testes comumente usados incluem:
Teste de estimulação ácida: Um teste no qual uma substância é administrada para estimular a produção de ácido clorídrico, seguida pela coleta de amostras de fluido gástrico para medição do pH.
Teste de biópsia gástrica: Uma amostra de tecido do estômago é coletada durante uma endoscopia e examinada em laboratório para avaliar a presença de células produtoras de ácido.

## Tratamento
O tratamento da acloridria depende da causa subjacente. Em alguns casos, pode envolver o uso de medicamentos para estimular a produção de ácido clorídrico. Em outros casos, podem ser necessárias mudanças na dieta e suplementação de nutrientes para compensar a má absorção. Em casos graves, pode ser necessária a intervenção cirúrgica.
É importante consultar um médico para obter um diagnóstico preciso e um plano de tratamento adequado para a acloridria.